# 150mm-kanon

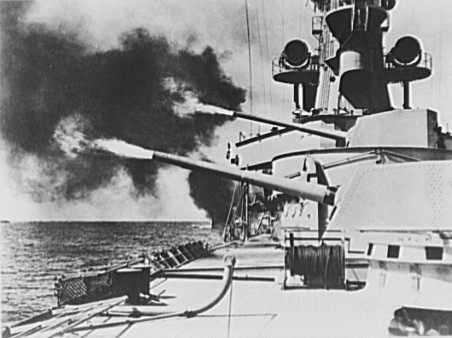
Hr.Ms. De Ruyter vuurt met haar 150mm-kanonnen

Een 150mm-kanon was een kanon met een diameter van 150 millimeter (15 cm), dat vrijwel altijd handmatig bediend werd. Dit type kanon werd van eind negentiende eeuw tot circa 1970 gebruikt, toen het werd vervangen door modernere, computergestuurde kanonnen.
150mm-kanonnen kwamen vooral voor als hoofdgeschut op pantserdekschepen, kanonneerboten, lichte kruisers en op sommige torpedobootjagers en als secundair geschut op pantserschepen, slagkruisers en slagschepen. Ook werden ze voor kustverdediging en artillerie ingezet. Hoewel 150mm-kanonnen een aanzienlijke kracht hadden, waren ze niet capabel om slagkruisers of slagschepen te dempen. Tegenwoordig zijn de meeste marineschepen (qua kanonnen) bewapend met 76mm- of 127mm-kanonnen.

## Voorbeelden
Hieronder enkele voorbeelden van schepen en stellingen bewapend met 150mm-kanonnen in de Tweede Wereldoorlog.
Nederland
Nederland gebruikte 150mm-kanonnen op verschillende schepen en stellingen, zoals:
- De lichte kruisers van de Javaklasse,[2] de lichte kruiser Hr.Ms. De Ruyter,[3] de lichte kruisers van de Trompklasse[4] en diverse pantserdekschepen.[5]

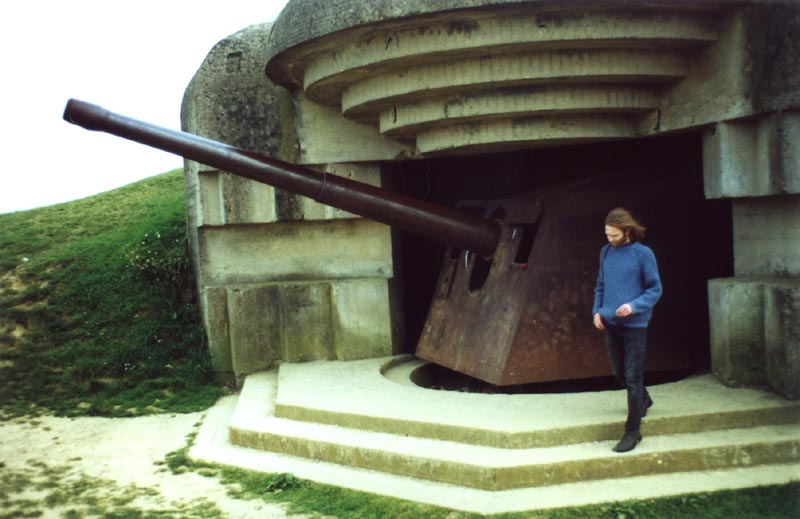
150mm-kanon in een kazemat in Normandië

- Stelling Kornwerderzand en enkele forten die hoorden bij de Nieuwe Hollandse Waterlinie.[6]
- Diverse kustbatterijen in Nederland en Nederlands-Indië.[6]

Verenigd Koninkrijk
De Royal Navy gebruikte 150mm-kanonnen op verschillende schepen en stellingen, zoals:
- De lichte kruiser HMS Ajax[7]
- Het slagschip HMS Barham,[8] het slagschip HMS Warspite.[9]
- De Maunsell-forten en diverse forten op Singapore.

Japan

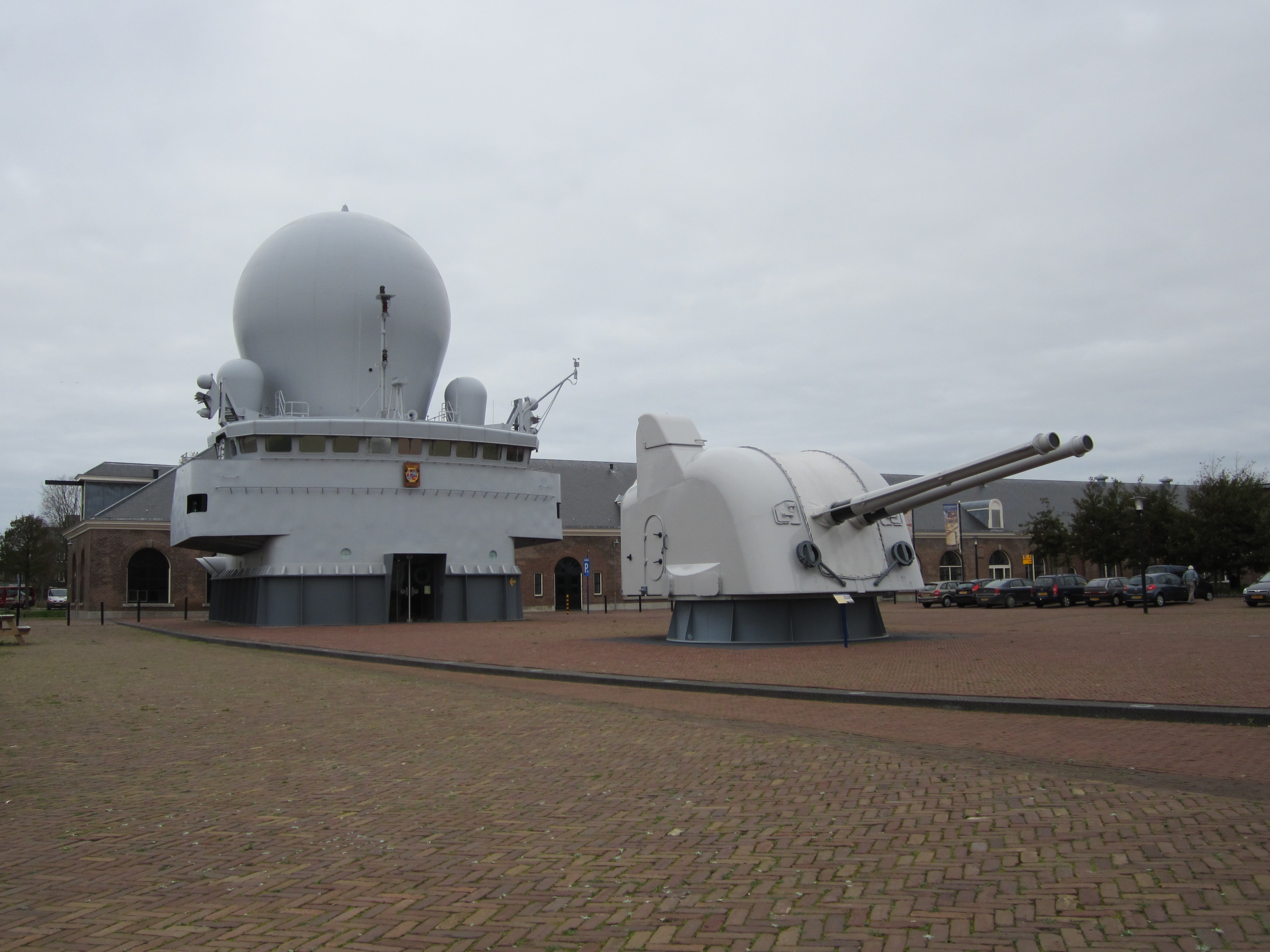
De brug en 150mm-kanonnen van de Hr.Ms. De Ruyter in het Marinemuseum in Den Helder

Japan gebruikte 150mm-kanonnen voornamelijk als secundair geschut bij slagschepen en slagkruisers, zoals:
- De slagkruisers van de Kongō-klasse[10] en de lichte kruisers van de Ōyodo-klasse.[11]

Verenigde Staten
De Verenigde Staten gebruikte 150mm-kanonnen voornamelijk als hoofdgeschut van lichte kruisers en secundair geschut bij vliegdekschepen en slagschepen.
- De lichte kruisers van de Brooklyn-klasse,[12] de slagschepen van de South Dakotaklasse.[13]

Italië
Italië gebruikte 150mm-kanonnen voornamelijk als hoofdgeschut van lichte kruisers en torpedobootjagers.
- De lichte kruisers van de Giussano-klasse,[14] de lichte kruisers van de Condottieri-klasse.[15]